# Elisabeth Beck-Gernsheim
Elisabeth Beck-Gernsheim (née le 14 octobre 1946 à Fribourg-en-Brisgau) est une sociologue et universitaire allemande. Elle a enseigné à l'université Friedrich-Alexander d'Erlangen-Nuremberg.

## Biographie
Après avoir étudié la sociologie, la psychologie et la philosophie à Munich, elle obtient son doctorat en sociologie en 1973 et son habilitation universitaire en 1987.
Ses principaux sujets de recherche sont les changements sociétaux en rapport avec la famille.
Son mari Ulrich Beck (1944-2015) était également sociologue.

## Publications
- Das halbierte Leben (1980)
- Vom Geburtenreckgang zum ganz normalen Leben (1984)
- Welche Gesundheit wollen wir? : Dilemmata des medizintechnischen Fortschritts, Suhrkamp, 1995 (ISBN 978-3-518-11956-3)
- Die Kinderfrage, C. H. Beck, 2006 (1re éd. First published 1988), 174 p. (ISBN 978-3-406-54776-8, lire en ligne)
- Das ganz normale Chaos der Liebe (1990)
  - Ulrich Beck et Elisabeth Beck-Gernsheim, The normal chaos of love, Wiley-Blackwell, 1995, 240 p. (ISBN 978-0-7456-1382-6, lire en ligne)
- Was kommt nach der Familie? (2000)
  - Reinventing the family : in search of new lifestyles, Wiley-Blackwell, 2002, 184 p. (ISBN 978-0-7456-2214-9, lire en ligne)
- Individualization : Institutionalized Individualism and Its Social and Political Consequences, SAGE, 2002, 221 p. (ISBN 978-0-7619-6112-3, lire en ligne)
- The social implications of bioengineering, Humanities Press, 1995, 122 p. (ISBN 978-0-391-03841-7)
- "Ein Türke geht nicht in die Oper" – was Deutsche über Türken wissen, in: Robertson-von Trotha, Caroline Y. (ed.): Kultur und Gerechtigkeit (= Kulturwissenschaft interdisziplinär/Interdisciplinary Studies on Culture and Society, Vol. 2), Baden-Baden 2007,  (ISBN 978-3-8329-2604-5)